# Jerry Brown

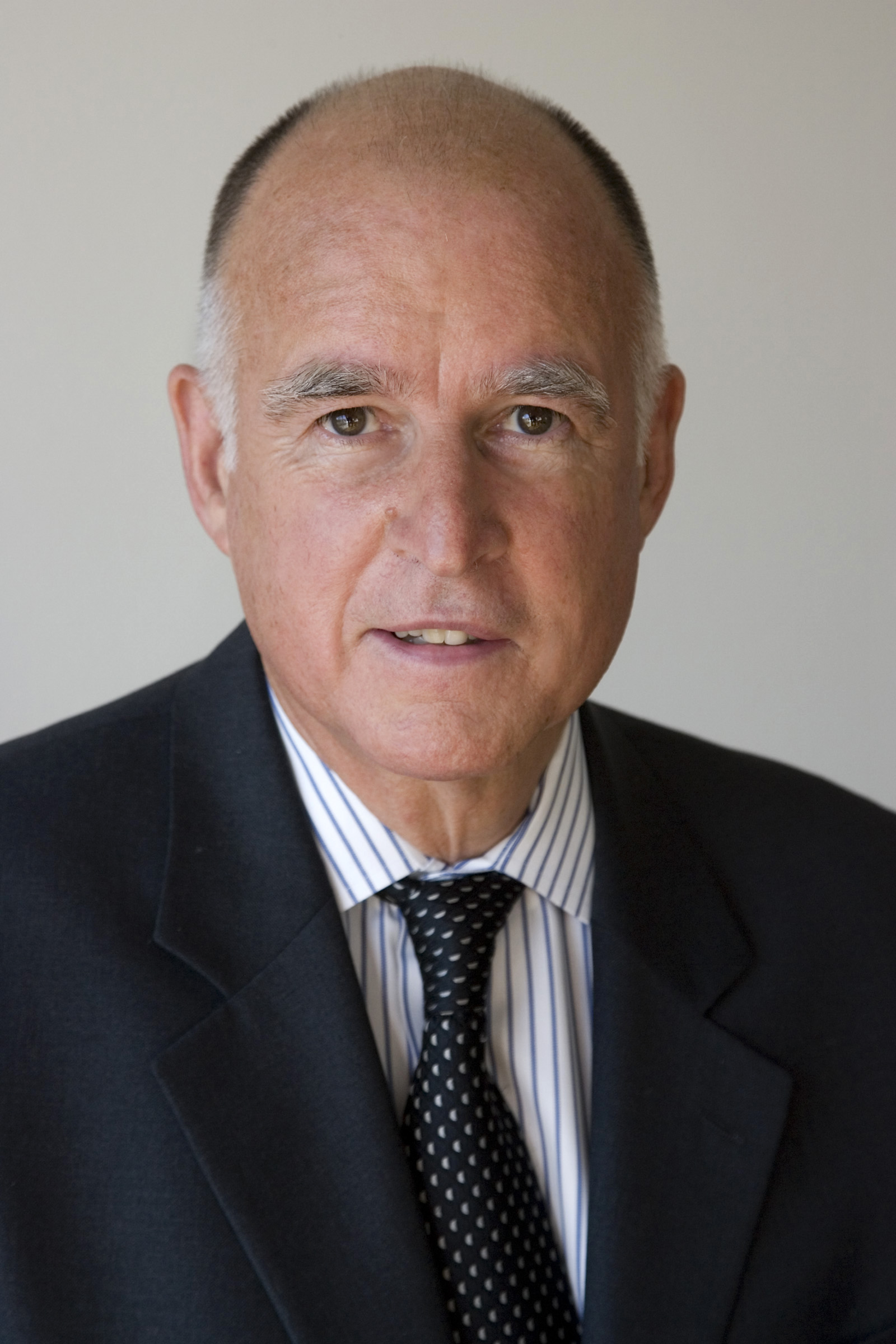
Jerry Brown (2009)

Edmund Gerald „Jerry“ Brown Jr. (* 7. April 1938 in San Francisco, Kalifornien) ist ein US-amerikanischer Politiker der Demokratischen Partei. Er war von 1975 bis 1983 und nochmals von 2011 bis 2019 Gouverneur von Kalifornien. Zwischen seinen Amtsperioden als Gouverneur war er von 1999 bis 2007 Bürgermeister von Oakland sowie von 2007 bis 2011 Attorney General von Kalifornien. Bereits von 1971 bis 1975 war Brown außerdem Secretary of State in Kalifornien.

## Früherer Werdegang
Edmund Gerald Brown wurde 1938 als Sohn des Politikers Pat Brown geboren, der von 1959 bis 1967 Gouverneur von Kalifornien war. Die Wurzeln der Browns liegen in Irland. Sein anderer Urgroßvater, August Schuckmann, emigrierte 1849 aus Wüsten, heute ein Ortsteil von Bad Salzuflen. Er besuchte die St. Ignatius High School und die Santa Clara University. 1956 trat er dem Sacred Heart Novitiate, einem Jesuitenseminar, bei, mit der Absicht, katholischer Priester zu werden. Brown verließ das Seminar jedoch, um an der University of California, Berkeley einen Bachelor of Arts in Classics zu erwerben (1961). Er entschied sich für eine juristische Laufbahn und studierte unter anderem an der Law School in Yale, die er 1964 mit dem Juris Doctor (J.D.) abschloss. Danach verbrachte er seine Zeit als Referendar für Mathew Tobriner, Richter am Obersten Gerichtshof Kaliforniens. Im zweiten Anlauf bestand er die Zulassungsprüfung der kalifornischen Anwaltskammer und trat in Los Angeles in die renommierte Anwaltskanzlei Tuttle & Taylor ein.
Seit Ende der 1960er Jahre ist Jerry Brown politisch aktiv. Er schloss sich der Bewegung gegen den Vietnamkrieg an. 1970 wurde er als Secretary of State, was etwa einem Innen- oder Staatsminister entspricht, in die kalifornische Staatsregierung gewählt. Dieses Amt bekleidete er von Januar 1971 bis Januar 1975. In dieser Funktion reichte er Klagen gegen die großen Konzerne wegen illegaler Wahlkampfspenden vor dem Obersten Gerichtshof Kaliforniens ein und vertrat dort persönlich die Anklage. Damit wurde Brown einer breiten Öffentlichkeit bekannt.

## Gouverneur von Kalifornien (1975–1983)

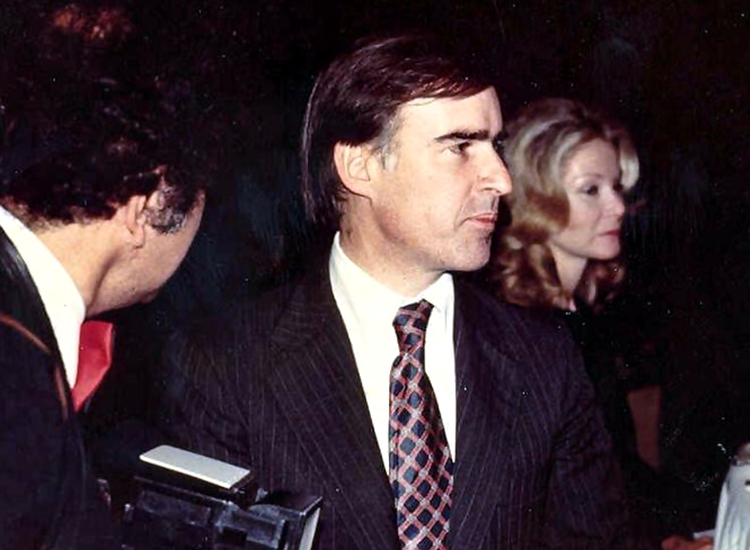
Jerry Brown im Jahr 1978

Brown kandidierte mithilfe seines Vaters bei den demokratischen Vorwahlen für das Gouverneursamt und konnte diese knapp für sich entscheiden. Er wurde dann am 5. November 1974 mit 50,1 Prozent der Stimmen als Nachfolger von Ronald Reagan zum Gouverneur von Kalifornien gewählt. Dieses Amt trat er am 6. Januar 1975 an. Im November 1978 stellte er sich erfolgreich zur Wiederwahl als Gouverneur, wobei ihn die Kalifornier mit 56 Prozent der abgegebenen Stimmen klar im Amt bestätigten.
Als bekennender Gegner des Vietnamkrieges hatte er eine breite Unterstützung der jungen Liberalen, die zu dieser Zeit die politische Szene dominierten. Er verzichtete darauf, in der Gouverneursvilla zu wohnen, die 1983 verkauft wurde, und bevorzugte ein bescheideneres Apartment. Anstelle eines teuren Dienstwagens ließ er sich mit einem Plymouth aus der Fahrbereitschaft chauffieren. Er kümmerte sich um Energieeinsparungen und initiierte die ersten Arbeitsgesetze für Farmarbeiter in den USA, bei Neueinstellungen wurden Minderheiten und Frauen bevorzugt. Brown berief den ersten Schwarzen (Wiley Manuel), die erste Frau (Rose Bird) und den ersten Latino (Cruz Reynoso) an den Obersten Gerichtshof (California Supreme Court). Stabschef während der ersten sechs Jahre seiner Amtszeit war Gray Davis, der 1998 selbst zum Gouverneur von Kalifornien gewählt wurde. Während seiner Regierungszeit bekannte sich Brown als fiskalpolitisch konservativ, was bedeutet, dass er Deficit spending ablehnt. Aufgrund dieser neoliberalen Grundhaltung konnten in den acht Jahren seiner Regierung Überschüsse im Staatshaushalt erwirtschaftet werden. 1982 verzichtete er auf eine erneute Kandidatur als Gouverneur und schied folglich zum Januar 1983 aus dem Amt. Sein Nachfolger war der Republikaner George Deukmejian.

## Weitere politische Laufbahn

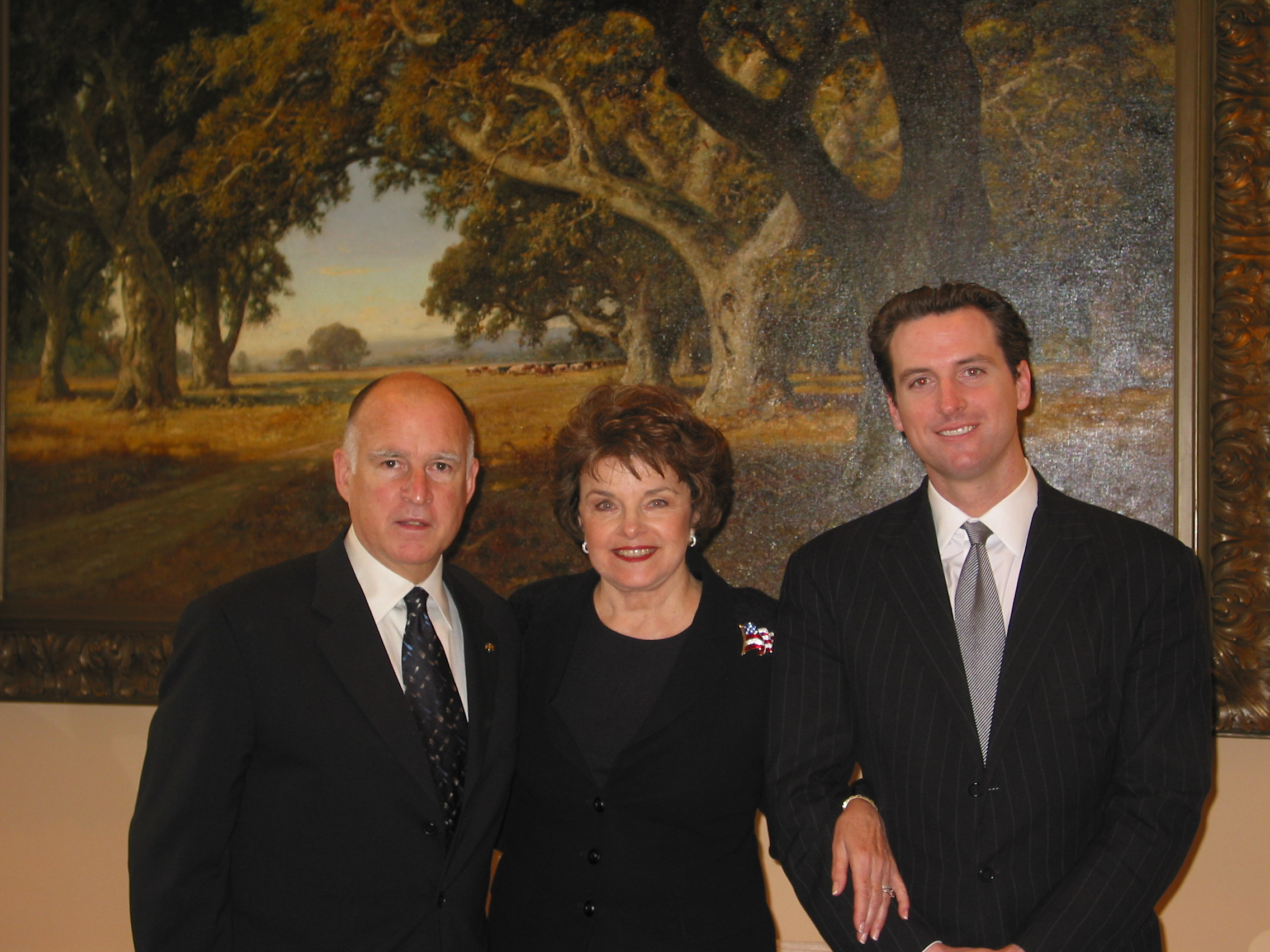
Von links nach rechts: Jerry Brown, die US-Senatorin und private Freundin Browns Dianne Feinstein sowie der damalige Bürgermeister San Franciscos Gavin Newsom, seit 2011 Browns Vizegouverneur (2008)

Brown blieb auch nach dem Ausscheiden aus dem Amt des Gouverneurs politisch aktiv. Er bewarb sich noch im November 1982 für einen Sitz im US-Senat für Kalifornien. Allerdings wurde Brown bei dieser Wahl von Pete Wilson, einem späteren kalifornischen Gouverneur, deutlich geschlagen. Wilson errang rund 51 Prozent der Stimmen, während Brown lediglich 44 Prozent auf sich vereinte. Von 1989 bis 1991 war er Parteiführer der kalifornischen Demokraten (Democratic State Chairman). Von 1998 bis 2007 war er Bürgermeister von Oakland. Anschließend amtierte Brown von 2007 bis 2011 als Attorney General von Kalifornien. Wegen seiner Gouverneurskandidatur stellte er sich 2010 für dieses Amt keiner Wiederwahl mehr. Nachfolgerin wurde seine Parteikollegin Kamala Harris.

## Präsidentschaftskandidat
Jerry Brown versuchte dreimal vergeblich, für die Demokratische Partei als Präsidentschaftskandidat aufgestellt zu werden. Zum ersten Mal bewarb er sich im Jahr 1976 für die Spitzenkandidatur seiner Partei. Allerdings wurde er als politisch zu unerfahren angesehen und musste sich bei den Vorwahlen Jimmy Carter geschlagen geben, der die anschließende Wahl dann auch gewann. Vier Jahre später, im Vorwahlkampf 1980, trat Brown erneut an. Doch obwohl es innerparteilich zum Teil erheblichen Widerstand gegen den unpopulären Carter gab, konnte dieser sich durchsetzen, bevor er dann dem Republikaner Ronald Reagan unterlag. Seinen aussichtsreichsten Anlauf für die Präsidentschaft unternahm Brown bei der Wahl des Jahres 1992. Trotz Vorwahlsiegen musste er sich nach einem äußerst heftig ausgetragenen Wahlkampf dem Gouverneur von Arkansas und späteren Wahlsieger Bill Clinton geschlagen geben.

## Gouverneurswahl in Kalifornien 2010

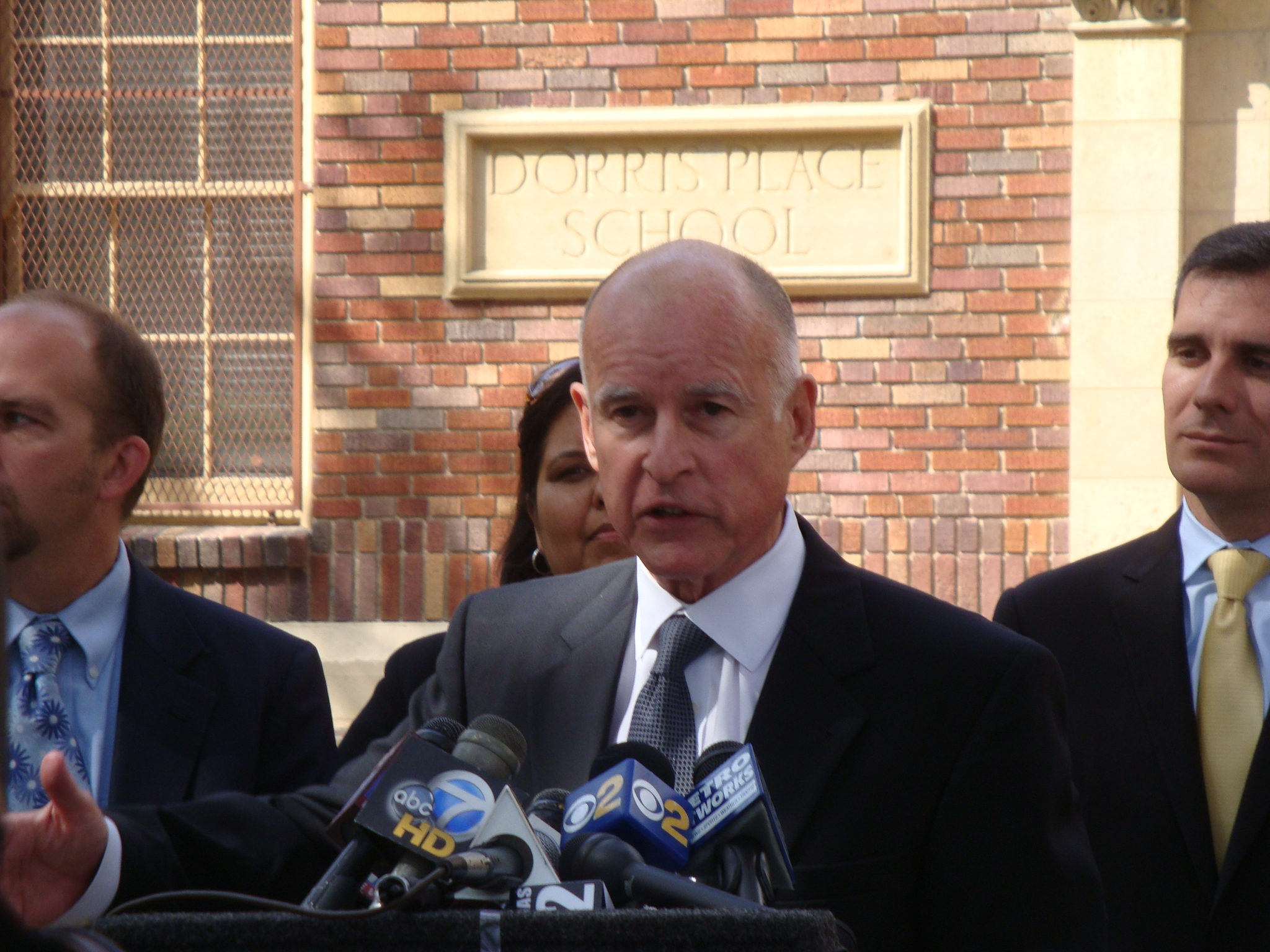
Brown bei einem Wahlkampfauftritt im Oktober 2010

Am 2. März 2010 gab er seine Kandidatur für die Gouverneurswahl im US-Westküstenstaat bekannt und gewann am 8. Juni 2010 mit 84,1 Prozent der abgegebenen Stimmen die Vorwahlen der Demokraten deutlich. Bei der Gouverneurswahl am 2. November 2010 konnte er mit einem Stimmenanteil von 53,8 Prozent die Republikanerin Meg Whitman, ehemals CEO von eBay, besiegen, für die sich nur rund 40 Prozent der Wähler aussprachen. Sein Vorsprung gegenüber Whitman betrug rund 1,3 Millionen Stimmen. Der amtierende Gouverneur Arnold Schwarzenegger durfte nach zwei Amtszeiten nicht erneut kandidieren. Obwohl Brown bereits zweimal das Gouverneursamt bekleidete, war er 2010 nicht von einer Bewerbung ausgeschlossen, da die Amtszeitbeschränkung erst nach einem Volksentscheid von 1990 in Kraft trat und davor absolvierte Amtsperioden nicht berücksichtigt werden.
Hauptthemen des Wahlkampfes waren insbesondere die wirtschaftliche Lage in Kalifornien und das enorme Staatsdefizit. Brown präsentierte sich in seiner Wahlkampagne als erfahrener Politiker, der in der Lage sei, die fiskalischen Probleme des Bundesstaats zu lösen und gleichzeitig die Wirtschaft anzukurbeln. Im Gouverneurswahlkampf von 2010 wurden sowohl Brown als auch seiner Kontrahentin Whitman die Anwendung von Schlammschlacht-Methoden (sogenanntes Negative Campaigning) vorgeworfen.
Der bisherige Bürgermeister von San Francisco, Gavin Newsom, wurde am selben Tag wie Brown, aber in einer separaten Wahl, zum Vizegouverneur und damit zu seinem Stellvertreter gewählt.

## Erneut Gouverneur von Kalifornien (2011–2019)

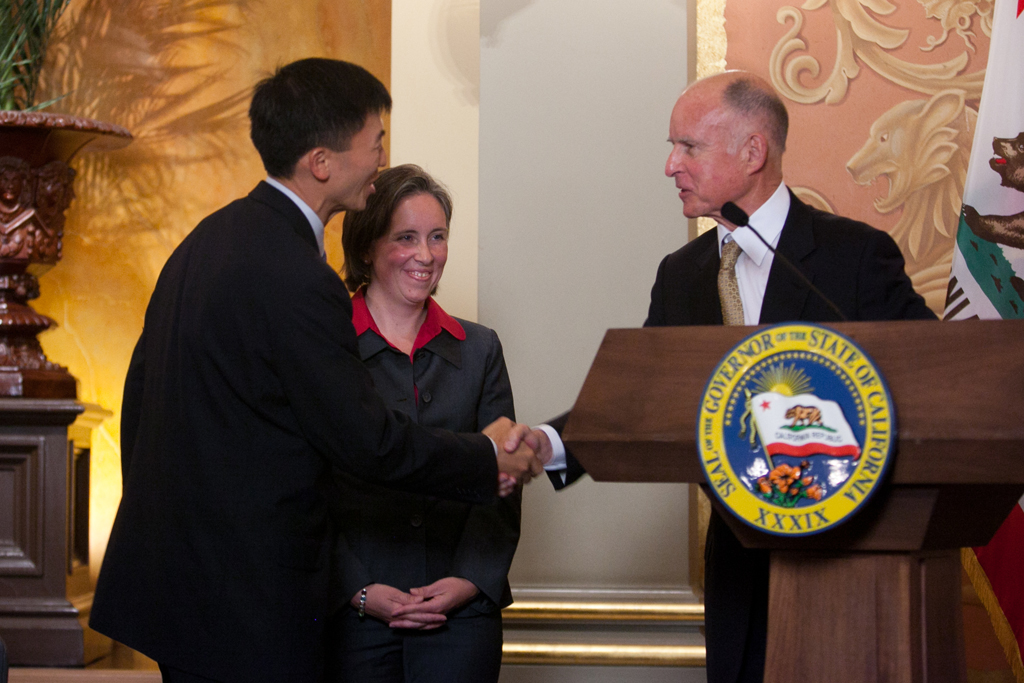
Gouverneur Brown mit Goodwin Liu, den er im September 2011 zum Richter am Supreme Court of California ernannt hatte

Brown wurde am 3. Januar 2011 in Sacramento, der Hauptstadt Kaliforniens, zum Gouverneur vereidigt und übernahm damit die Regierungsgeschäfte des Bundesstaates. Bezogen auf sein Lebensalter bei Amtseinführung war Brown mit 72 Jahren der älteste Gouverneur in der Geschichte Kaliforniens. Auch war er im Jahr 2019 mit 81 Jahren der älteste amtierende Gouverneur in den USA.
In Summe seiner gegenwärtigen Amtsperiode und der beiden ersten Amtszeiten hat Brown seit Oktober 2013 Earl Warren (im Amt von 1943 bis 1953) als am längsten amtierenden Gouverneur Kaliforniens abgelöst. Im Oktober 2012 hatte er mit über 12.500 Gesetzen mehr Beschlüsse der Bundesstaatslegislative unterzeichnet als jeder andere Amtsinhaber seit Gründung des Staates.

### Wiederwahl 2014
Am 27. Februar 2014 kündigte Brown offiziell an, bei der kalifornischen Gouverneurswahl im November 2014 für eine insgesamt vierte und letzte Amtszeit zu kandidieren. Am 3. Juni fanden erstmals Vorwahlen (Primary election) nach dem neuen kalifornischen Wahlrecht statt: Es wurden nicht mehr wie bislang parteiinterne Wahlen abgehalten, sondern im Rahmen einer einzigen Vorwahl über alle Kandidaten abgestimmt, unabhängig von deren Parteizugehörigkeit. Bei der eigentlichen Wahl treten dann die beiden erfolgreichsten Kandidaten der Vorwahl gegeneinander an, während die übrigen Bewerber ausgeschieden sind. Brown sicherte sich bei der Primary 54,5 Prozent der Stimmen und ließ damit alle anderen Kandidaten weit hinter sich. Zweitplatzierter wurde der Republikaner Neel Kashkari mit 19 Prozent, der sich gegen den republikanischen Abgeordneten aus der California State Assembly, Tim Donnelly, mit knapp 15 Prozent durchsetzen konnte. Der Wahlkampf 2014 war für amerikanische Verhältnisse erstaunlich wenig von einer Polarisierung über Browns bisherige Politik geprägt. Neel Kashkari warf Brown zwar unter anderem in den Bereichen Bildung und Infrastruktur Versagen vor, doch zeigen Umfragen, dass Kashkari in Kalifornien vergleichsweise wenig bekannt ist. Während des Wahlkampfes ignorierte Brown seinen Konkurrenten weitestgehend. So stimmte er auch nur einem einzigen Fernsehduell zu, welches zudem bereits zwei Monate vor der Wahl an einem unbedeutenden Sendetermin stattfand. Kashkari hatte im Vorfeld mehrere Debatten vorgeschlagen. Auch ließ Brown keine Wahlwerbespots schalten, da er sämtliche Umfragen mit Werten im Bereich von 20 Prozentpunkten anführen konnte. In den US-Medien wurde berichtet, dass Brown plant, die gesammelten Spendengelder für Wahlkampfzwecke bei Volksabstimmungen zu verwenden.
Am Wahltag, dem 4. November 2014, siegte Brown mit einem Stimmenanteil von genau 60 Prozent klar über seinen Herausforderer, für den sich 40 Prozent der an der Wahl teilnehmenden kalifornischen Wahlberechtigten aussprachen. Bei der zeitgleich abgehaltenen Wahl des Vizegouverneurs wurde auch sein bisheriger Stellvertreter Gavin Newsom wiedergewählt. Am 5. Januar 2015 wurde Brown im Plenarsaal der California State Assembly im California State Capitol für seine zweite (insgesamt vierte und damit letzte) Amtszeit vereidigt.

### Amtsführung

#### Wirtschafts- und Finanzpolitik

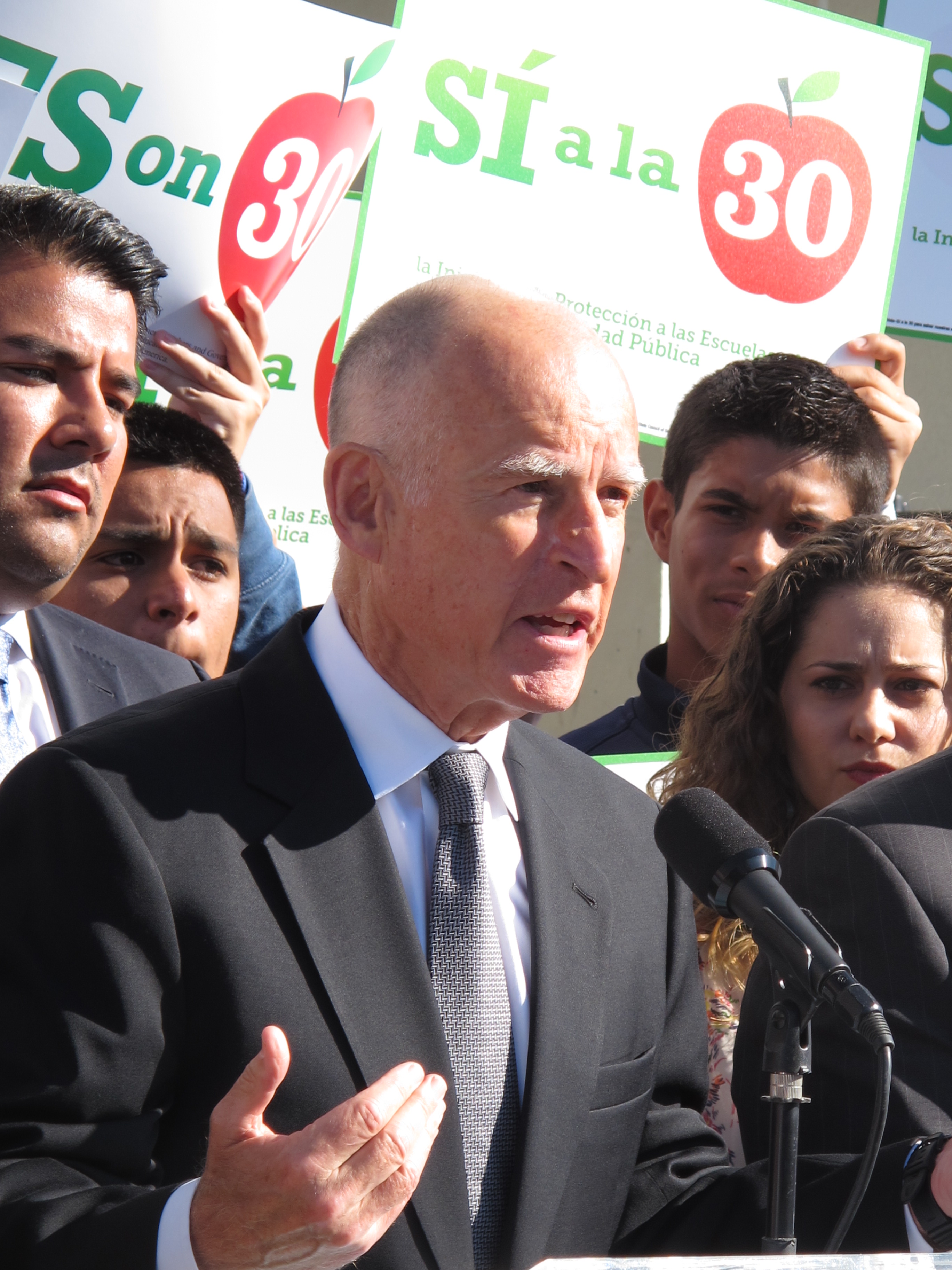
Brown bei einer Wahlkampfveranstaltung für den Volksentscheid Proposition 30 im Oktober 2012

In seinem Wahlkampf von 2010 hatte er eine Sanierung des Staatshaushaltes von Kalifornien und Wirtschaftsreformen angekündigt. Zum Amtsantritt hatte der Westküstensstaat die schlechteste Kreditwürdigkeit unter allen US-Bundesstaaten und war de facto Bankrott. Am 28. Juni 2012 unterzeichnete Brown ein Jahresbudget mit weitreichenden Einsparungsmaßnahmen, was zum ersten ausgeglichenen Staatshaushalt im Bundesstaat Kalifornien seit mehreren Jahrzehnten führte. Wenig zuvor hatte sich die Legislative des Bundesstaats, der Staatssenat und die State Assembly, mit der erforderlichen Zweidrittelmehrheit (für Finanzangelegenheiten) auf diesen Beschluss geeinigt. Allerdings waren dem Haushalt eine heftige Auseinandersetzung zwischen den Demokraten, die in beiden Kammern über eine Mehrheit verfügen, und den oppositionellen Republikanern vorausgegangen. Einen ersten Haushaltsentwurf der Republikaner, der beide Häuser des Parlaments passiert hatte, stoppte Brown mit einem Veto. Es war das erste Mal in der kalifornischen Geschichte, dass der Gouverneur einen kompletten Haushalt nicht unterzeichnete.
Parallel zur US-Präsidentschaftswahl am 6. November 2012 hatten die kalifornischen Bürger außerdem die Möglichkeit, über temporäre Steuererhöhungen (California Proposition 30) abzustimmen, was letztlich mit rund 55 Prozent der abgegebenen Stimmen angenommen wurde. Neben einer geringen Anhebung der Umsatzsteuer traten damit auch höhere Steuersätze für obere Einkommen (schrittweise ab einem Jahresverdienst von 250.000 US-Dollar) in Kraft. Die dadurch verbundenen Mehreinnahmen waren insbesondere für den Bildungsetat vorgesehen. Brown hatte zuvor in der Öffentlichkeit massiv für die Maßnahme geworben. Bereits im Wahlkampf 2010 hatte Brown angekündigt, er werde die Steuern des Bundesstaates nur nach einem Votum der Bürger erhöhen. Durch einen weiteren Volksentscheid am selben Tag wurde eine Regelung aufgehoben, die bei der Haushaltsverabschiedung eine Zweidrittelmehrheit in beiden Kammern der State Legislature vorsah. Seither genügt für das Jahresbudget eine einfache Mehrheit der Staatssenatoren und Abgeordneten. Die durch den Bürgerentscheid umgesetzten Steuererhöhungen liefen im Jahr 2018 automatisch aus. Obwohl sich eine Reihe demokratischer Politiker Ende 2014 für eine Verlängerung aussprachen, erteilte der Gouverneur im Januar 2015 einem solchen Vorhaben bis auf Weiteres eine Absage.
Als Ergebnis der Haushaltskonsolidierung, des Volksentscheides Proposition 30 im November 2012, einer sich verbessernden Wirtschaftslage in Kalifornien und damit einhergehenden wachsenden Steuereinnahmen gelang es, dass für den Haushalt 2013 sogar geringe Haushaltsüberschüsse erwirtschaftet werden konnten. Für das darauffolgende Fiskaljahr wurde ein Überschuss von 850 Millionen US-Dollar veranschlagt. Bedingt durch die Finanzpolitik seiner Regierung stieg Browns öffentliches Ansehen in Meinungsumfragen zu seiner Amtsführung deutlich an. Im Januar 2015 stellte Brown auch für das Fiskaljahr 2015–2016 einen ausgeglichenen Haushalt mit einem Volumen von 113 Milliarden US-Dollar vor. Überraschend kündigten die oppositionellen Republikaner ihre Zustimmung an, obwohl sie dem Gouverneur vorwarfen, nicht ausreichend Maßnahmen für nachhaltiges Wirtschaftswachstum voranzutreiben. Eine Reihe demokratischer Abgeordneter kritisierte den Haushaltsplan und forderte höhere Ausgaben für Soziale Sicherheit. Auch wollten sie Ausgaben für Sozialprogramme aufstocken, die von Browns Regierung nach der Haushaltskrise im Jahr 2011 gekürzt worden waren. Brown wies dies jedoch mit dem Verweis auf die Notwendigkeit eines schuldenfreien Haushalts zurück. Im Mai des Jahres konnte er den neuen Haushalt mit seiner Unterschrift in Kraft setzen.

#### Bildungspolitik
Nach Angaben der kalifornischen Regierung wurden die bundesstaatlichen Zuschüsse für Bildung in Browns erster Amtsperiode (2011 bis 2015) um 39 Prozent gesteigert. Aufgrund von Einsparungen im Zuge der Haushaltskrise wurden die Ausgaben unter Arnold Schwarzenegger zurückgefahren. Die unter Brown vorgenommenen Mehrausgaben konnten vor allem durch die aus dem Volksentscheid Proposition 30 resultierenden Steuererhöhungen finanziert werden.

#### Dürreperiode

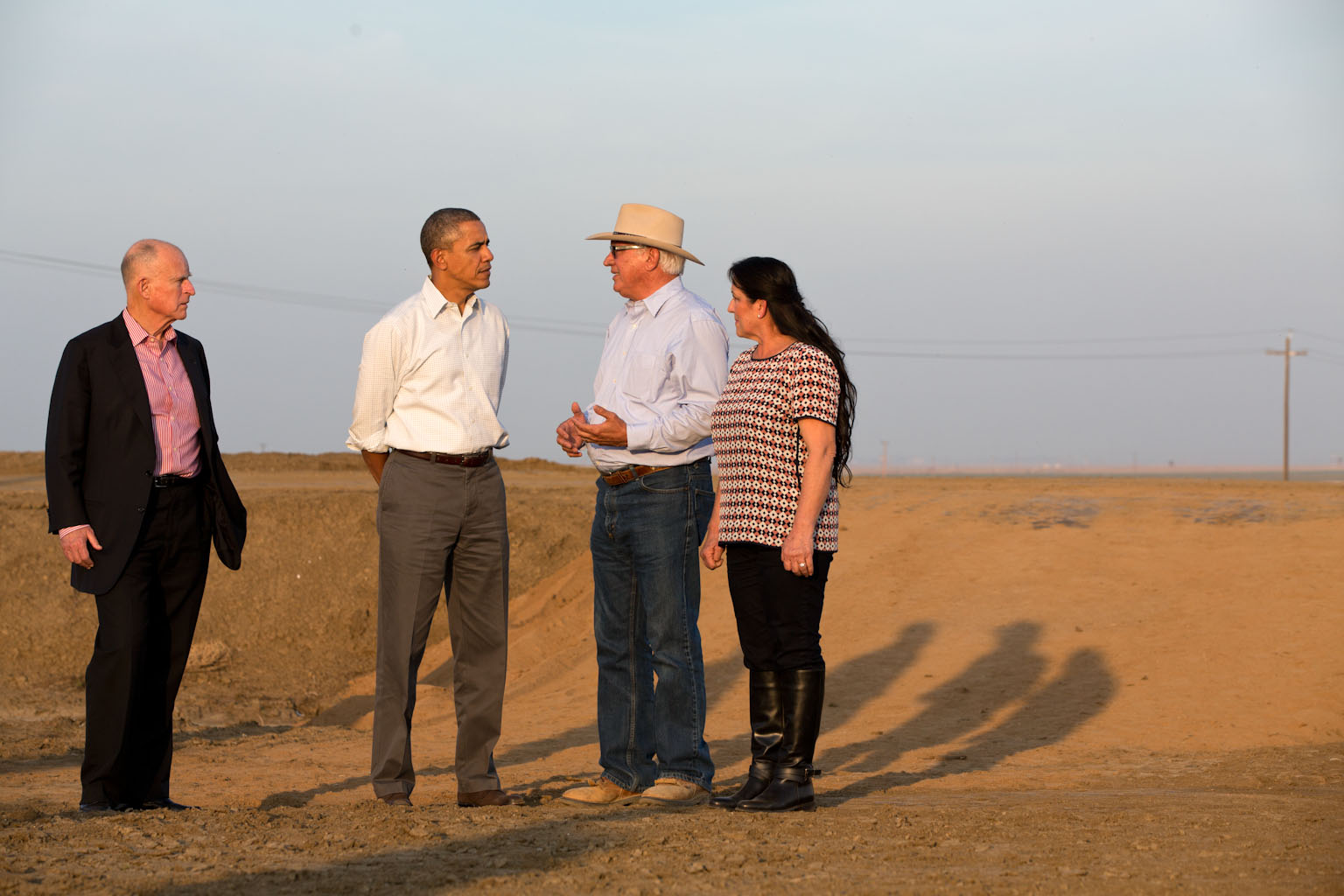
Jerry Brown (links) im Gespräch mit Barack Obama (Mitte links) und kalifornischen Farmern während einer Dürreperiode im Februar 2014

Aufgrund einer seit 2011 anhaltenden starken Dürre wurde 2014 ein vom Gouverneur unterstütztes Gesetz verabschiedet, das für Wasserverschwendung von Privatpersonen zum Teil empfindliche Geldstrafen vorsieht. Darüber hinaus warb Brown für einen Volksentscheid zu einem umfassenden Bewässerungskonzept in Kalifornien. Das Vorhaben wurde bei einem parallel zur Gouverneurswahl stattfindenden Bürgerentscheid am 4. November 2014 von den kalifornischen Wählern angenommen.
Nachdem sich die Wasserknappheit bis April 2015 weiter zugespitzt hatte, erklärte Brown, seine Regierung strebe eine Reduktion des kalifornischen Wasserverbrauchs um ein Viertel an. Unter anderem sollen Grünflächen künftig mit weniger anspruchsvollen Pflanzen bewirtschaftet werden. Grünstreifen auf öffentlichen Plätzen dürfen nicht länger bewässert werden.

#### Klima- und Umweltschutz

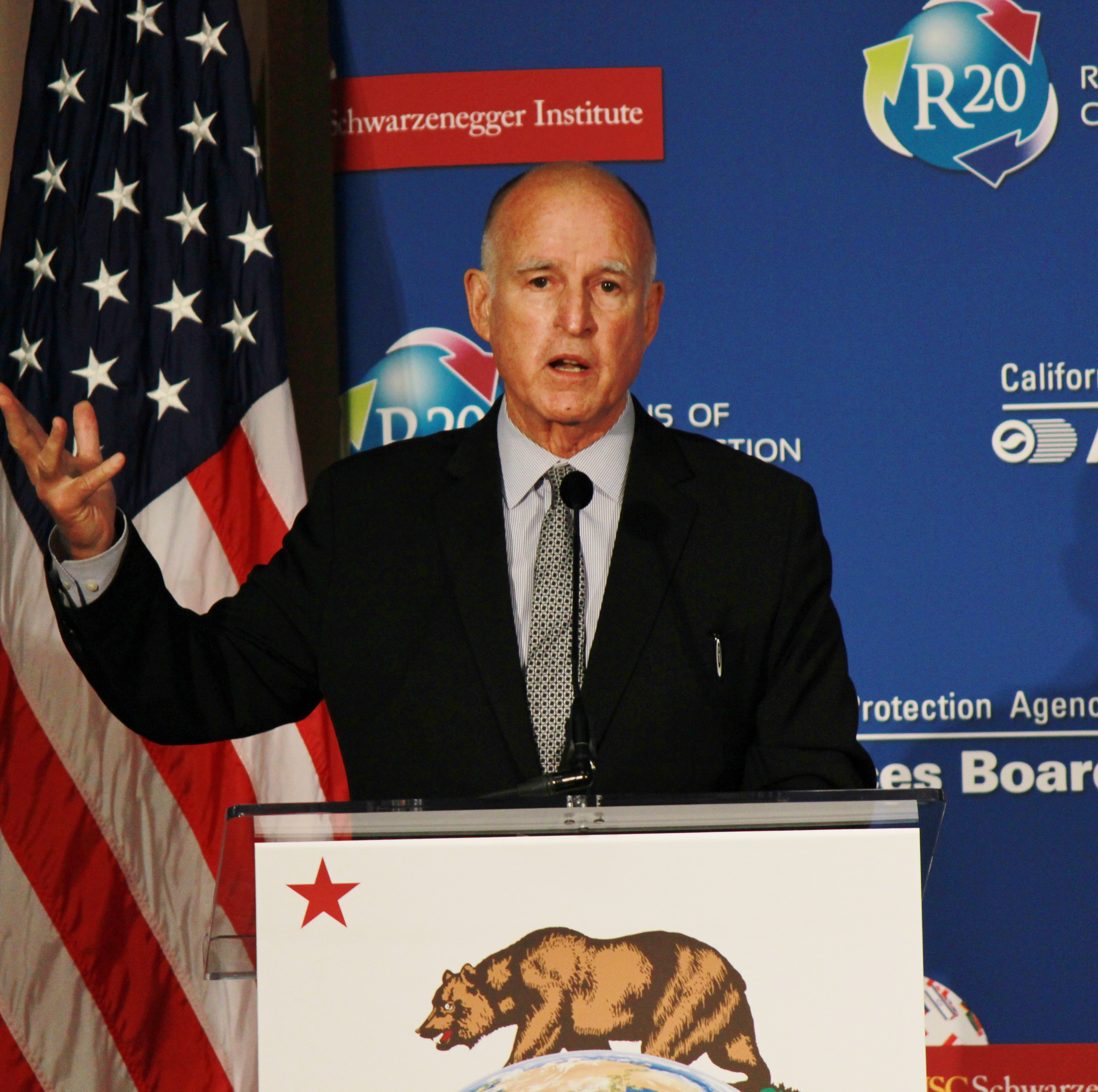
Gouverneur Brown während einer politischen Diskussion zur Klimaschutzpolitik im September 2014

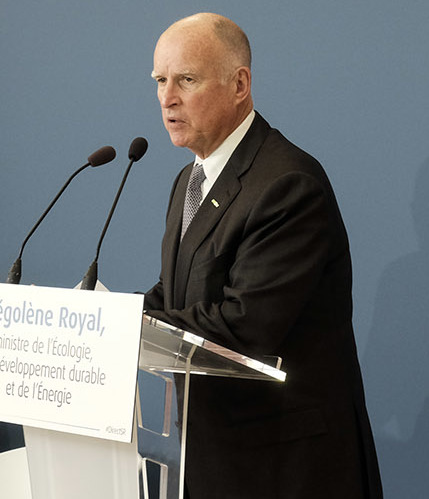
Jerry Brown spricht bei der Pariser Klimakonferenz im Dezember 2015

Am 30. September 2014 unterzeichnete Brown ein Gesetz zum Verbot von Plastiktüten in Kalifornien, was auch über die Grenzen der USA hinaus große mediale Rezeption erfuhr. Mit der neuen Vorschrift sollten in Kalifornien ab Juli 2015 keine Plastiktüten mehr in Supermärkten ausgegeben werden. Ab 2016 galt das Verbot dann auch für kleinere Geschäfte, denen noch eine etwas längere Schonfrist zur Umstellung auf Papiertaschen gegeben worden war. Ziel des Verbots war eine substanzielle Reduktion von Plastikmüll in den Naturparks und an den Stränden des Bundesstaats sowie im Meer. Im Rahmen des Unterzeichnungsakts bezeichnete der Gouverneur das Gesetz als wichtige Maßnahme im Umweltschutz und drückte seine Hoffnung aus, dass auch andere US-Bundesstaaten dem Beispiel Kaliforniens folgen würden. Schon im Rahmen eines Fernsehduells am 4. September für die anstehende Gouverneurswahl mit seinem republikanischen Herausforderer Neel Kashkari hatte sich Brown für einen derartigen Schritt ausgesprochen. Kashkari sowie zahlreiche andere republikanische Politiker lehnten dies ab. Da jedoch die Demokraten in beiden Kammern der Legislative des Bundesstaats über deutliche Mehrheiten verfügten, konnte die Vorlage mit den Stimmen der demokratischen Abgeordneten und Staatssenatoren verabschiedet werden.
Als Gouverneur setzte Brown umfassende Maßnahmen zur Senkung des Kohlenstoffdioxid-Ausstoßes sowie weitreichende Maßnahmen gegen den Klimawandel um. Indem Kalifornien innerhalb der USA eine Führungsrolle in diesem Bereich übernahm, setzte er die Politik seiner Vorgänger fort. Im März 2015 geriet Brown landesweit in die Schlagzeilen, als er den republikanischen US-Senator Ted Cruz, der kurz zuvor seine Präsidentschaftskandidatur für 2016 bekanntgegeben hatte, für dessen Leugnung des Klimawandels scharf angriff. Während eines Fernsehinterviews bezeichnete der Gouverneur Cruz als „völlig ungeeignet“ für das Weiße Haus; in diesem Zusammenhang warf er dem Senator auch vor, wissenschaftliche Fakten aus ideologischen Gründen zu ignorieren. Cruz hatte zuvor seine Position bekräftigt, seiner Meinung nach gebe es keine Beweise für einen von Menschen gemachten Klimawandel, was vor allem bei demokratischen Politikern auf Unverständnis stieß. Gleichzeitig attackierte Brown auch den republikanischen Fraktionschef im US-Senat Mitch McConnell für seine Politik, die im Ruf steht, die Interessen der Kohleindustrie zu vertreten. McConnell hatte wenig zuvor alle Gouverneure der Bundesstaaten in einem offenen Brief gebeten, staatliche Regulierungen beim Umweltschutz zugunsten wirtschaftlicher Interessen zurückzufahren. Brown bezeichnete ein derartiges Ansinnen als absurd und unmoralisch. Stattdessen müsse, so der Gouverneur, der Klimawandel entschiedener bekämpft werden, indem der Ausstoß von Treibhausgasen verringert und der Ausbau von erneuerbaren Energien forciert wird.
Im Oktober 2015 unterzeichnete Brown ein Gesetzesbündel, mit dem der verstärkte Ausbau von erneuerbaren Energien forciert werden sollte. Diese sollten den kalifornischen Energiebedarf bis zum Jahr 2030 zu 50 % decken. Zur Erreichung dieses Ziels sollten die zuständigen Behörden Programme zur Förderung der Stromgewinnung aus erneuerbaren Energien ins Leben rufen. Auch Maßnahmen zur Steigerung der Energieeffizienz bei bestehenden Bauten sollten folgen.
Im Juni 2017 übte der Gouverneur massive Kritik an dem von US-Präsident Donald Trump angekündigten Ausstieg der USA aus dem Übereinkommen von Paris zum weltweiten Klimaschutz. Gleichzeitig kündigte er nicht nur eine Fortsetzung und Intensivierung der kalifornischen Bemühungen zur Bekämpfung des Klimawandels an, auch erklärte er seine Absicht, mit anderen Bundesstaaten eine Allianz für Klimaschutz zu schließen. Dazu zählen die ebenfalls demokratisch regierten Staaten New York, Washington und Virginia. Auch der Gouverneur von Massachusetts, Charlie Baker, ein gemäßigter Republikaner, schloss sich der Koalition an.
In Klimaschutzfragen forcierte die Regierung Brown außerdem eine engere internationale Zusammenarbeit mit fremden Mächten oder Gliedstaaten. Unter anderem traf er sich mehrmals mit dem Ministerpräsidenten von Baden-Württemberg Winfried Kretschmann, wo die beiden Regierungschefs eine engere Kooperation zwischen Kalifornien und Baden-Württemberg in Klima- und Umweltschutz vereinbarten. Im November 2017 sprach Brown bei einem Deutschland-Besuch vor dem Landtag Baden-Württemberg.

#### Gesellschaftspolitik
Brown setzt sich für stärkere Kontrolle von Waffen ein. Während seiner Amtszeit unterzeichnete er eine Reihe von Gesetzen zur Verschärfung des Waffenrechts.
Wie sein Vizegouverneur Gavin Newsom spricht er sich ebenso für die rechtliche Anerkennung von gleichgeschlechtlichen Ehen wie auch für das Recht auf Schwangerschaftsabbruch aus.
Brown spricht sich gegen die Anwendung der Todesstrafe aus. Dennoch lehnten die kalifornischen Bürger bei einer Bürgerbefragung 2012 die Abschaffung der Todesstrafe in einer recht knappen Entscheidung ab. Am 16. Juli 2014 erklärte jedoch der Bundesrichter Cormac J. Carney die Todesstrafe in Kalifornien für verfassungswidrig. Aufgrund der langen Zeit, die bis zur Hinrichtung vergehe, könne diese nicht zur „Vergeltung oder Abschreckung“ dienen. Auch sei aufgrund der geringen Anzahl an Hingerichteten das System von Willkür geprägt. Damit verstoße die Todesstrafe gegen den 8. Zusatzartikel zur Verfassung. Die Todesstrafe wurde durch das Urteil in Kalifornien ausgesetzt. Brown begrüßte das Urteil.
Am 22. September 2014 unterzeichnete Brown das sogenannte Yes means Yes Law („Ja heißt Ja Gesetz“), das jede Person verpflichtet, vor dem Geschlechtsverkehr die explizite Zustimmung des Partners einzuholen. Die Regierung des Bundesstaates reagierte damit auf diverse Vorfälle an kalifornischen Universitäten und Schulen, wo es zu Vergewaltigungsvorfällen gekommen war. Mit dem Gesetz, das von zahlreichen Parlamentariern beider in der Legislative vertretenen Parteien verabschiedet wurde, soll damit einen klareren Rechtsrahmen bei derartigen Delikten schaffen. Die Universitäten begrüßten das neue Gesetz, während Kritiker in den Medien es als unnötig bezeichneten.
Im September 2015 verabschiedete die State Legislature ein kontroverses Gesetz, mit dem ärztliche Sterbehilfe in Kalifornien legalisiert wird. Sofern ein Patient an einer unheilbaren Krankheit leidet, die ihn nach medizinischen Prognosen binnen eines halben Jahres umbringen wird, dürfen Ärzte nach den Bestimmungen aktive Sterbehilfe leisten. Gouverneur Brown unterzeichnete das Gesetz am 6. Oktober 2015. Damit folgte Kalifornien vier Bundesstaaten (Oregon, Montana, Washington und Vermont), die bereits ähnliche Gesetze erlassen hatten. Vor allem religiöse Gruppen kritisierten die neuen Bestimmungen scharf. Brown, der das Gesetz mit einem Veto hätte stoppen können, erklärte nach der Ausfertigung des Gesetzes, er wisse zwar nicht, was er als Betroffener tun würde, sei sich sicher, die vorgesehenen Mittel würden „ihm Trost spenden“; „Und dieses Recht würde ich anderen nicht verwehren wollen“.

#### Gesundheitspolitik
Die von US-Präsident Barack Obama im Rahmen des Patient Protection and Affordable Care Act eingeführte Reform der Krankenversicherung unterstützt Brown. Dieses Konzept wurde in Kalifornien, wie in den meisten anderen demokratisch regierten Bundesstaaten, unter seiner Regierungszeit ausgeweitet.

#### Infrastruktur
Brown gehört zu den Hauptunterstützern des California High-Speed Rail Projekts, das den Bau einer Schnellfahrstrecke zwischen Sacramento und San Diego und auch eine Anbindung der Städte San Francisco und Los Angeles vorsieht. Die Realisierung des Projektes wurde bereits am 4. November 2008 durch ein Volksreferendum mit 9,95 Milliarden US-Dollar an Startkapital in Auftrag gegeben. Allerdings gibt es an dieser Kostenkalkulationen auch Zweifel; so äußerte sich auch Vizegouverneur Newsom kritisch zu dem Projekt. Brown stellte jedoch klar, in jedem Fall an dem Bauprojekt festhalten zu wollen, obwohl der US-Kongress bereits erklärt hatte, der Bundesstaat müsse allein für etwaige Mehrkosten aufkommen. Der Gouverneur begründete seine Haltung wiederholt mit den Vorteilen, die das Projekt mit sich bringe: Durch die Realisierung der Zugstrecke würden die Straßen massiv entlastet, was vor allem der Umwelt zugutekomme. Außerdem verwies Brown auf die Arbeitsplätze, die bei Durchführung des Vorhabens entstehen würden.

### Ende der Amtszeit

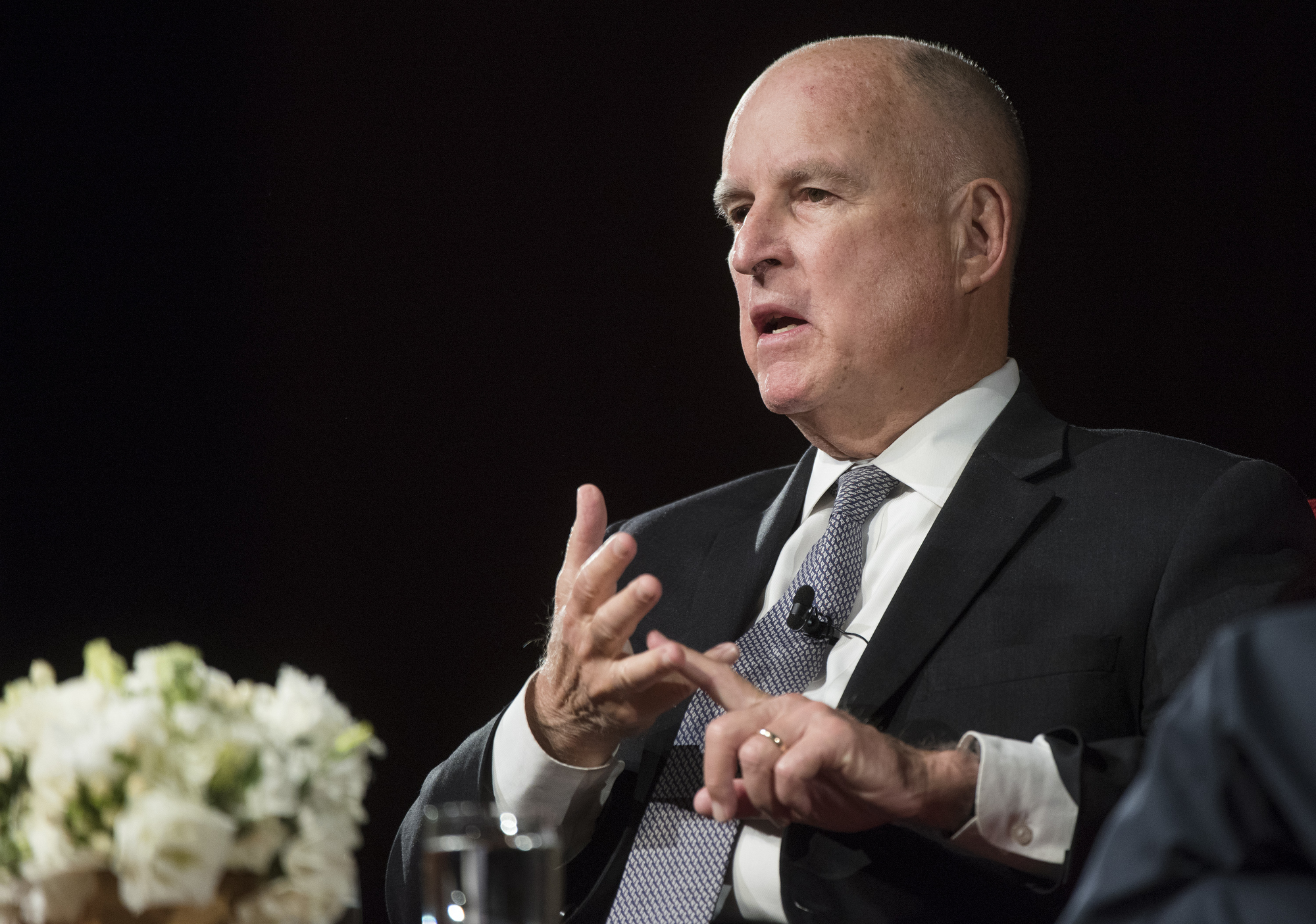
Brown bei einem Interview im Lyndon Baines Johnson Library & Museum im November 2018

Für die Gouverneurswahl 2018 konnte Brown nicht erneut kandidieren. Im Vorfeld der parteiübergreifenden Primary im Juni 2018 blieb er öffentlich neutral, ohne einen der demokratischen Bewerber zu unterstützen. Unmittelbar im Anschluss der Vorwahl gab er im Rahmen einer Wahlkampfveranstaltung seine Unterstützung für seinen Vizegouverneur Gavin Newsom bekannt, der sich bei der Wahl am 6. November 2018 gegen den Republikaner John H. Cox klar durchsetzen konnte und somit zu Browns Nachfolger gewählt wurde. Browns Mandat lief turnusgemäß am 7. Januar 2019 mit Newsoms Vereidigung aus.

## Privatleben

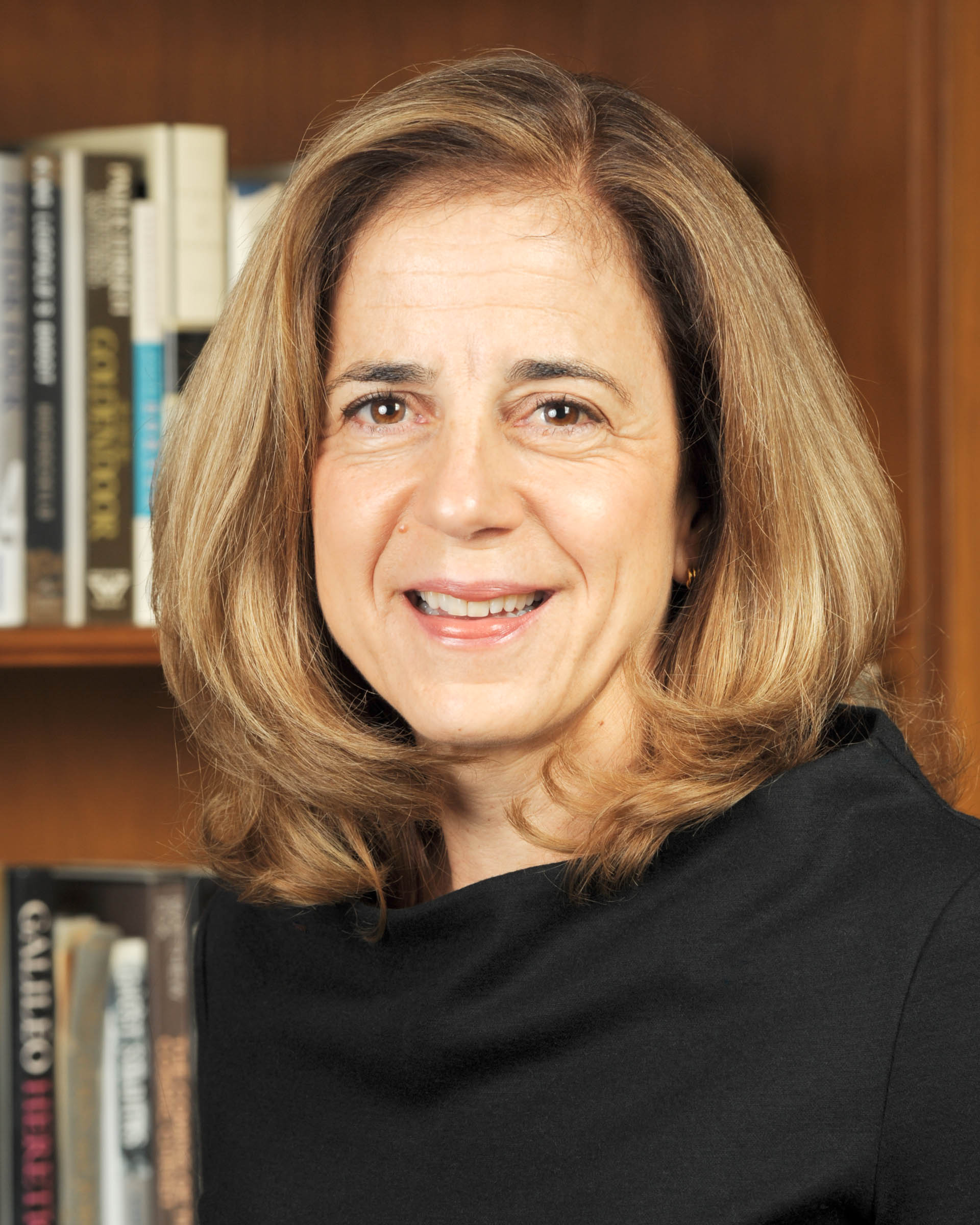
Anne Gust Brown, Browns Ehefrau und First Lady von Kalifornien von 2011 bis 2019

Brown war lange Zeit unverheiratet und hatte in den 1970er Jahren eine Beziehung mit der Sängerin Linda Ronstadt. Im Juni 2005 heiratete er im Alter von 67 Jahren seine langjährige Lebensgefährtin Anne Gust Brown (* 1958), mit der er seitdem in Oakland und Sacramento lebt. Anne Gust Brown gehört ebenfalls zum offiziellen Beraterstab des Gouverneurs. Diese Tätigkeit übt sie jedoch ehrenamtlich aus. Privat war Brown mit seiner Parteikollegin, der US-Senatorin Dianne Feinstein, befreundet. Feinstein war auch bei seiner Hochzeit die Trauzeugin, was medial hohe Beachtung fand.
Auch Browns jüngere Schwester Kathleen wirkte einige Zeit in der kalifornischen Politik. Von 1991 bis 1995 bekleidete sie das Amt des State Treasurer, was etwa einem Finanzminister entspricht; 1994 war sie Kandidatin der Demokraten für den Gouverneursposten, musste sich aber dem damaligen Amtsinhaber Pete Wilson von den Republikanern geschlagen geben.
Am 12. Dezember 2012 wurde bekannt, dass bei Brown Prostatakrebs im frühen Stadium festgestellt wurde. Sein Büro teilte jedoch mit, dass die Heilungschancen für Brown sehr gut seien und der Gouverneur nicht wesentlich an der Ausübung seiner Amtsgeschäfte behindert wäre. Eine Behandlung wurde auf Januar 2013 angesetzt. Am 8. Januar 2013 wurde verkündet, die Behandlung sei in einem Krankenhaus in Los Angeles erfolgreich abgeschlossen worden und Brown sei in guter gesundheitlicher Verfassung.

## Rezeption
Jerry Brown wird im Song California Über Alles der kalifornischen Politpunk-Band Dead Kennedys erwähnt. Sänger Jello Biafra zeichnet Brown in diesem Stück als „faschistoiden Demagogen“, der eine Diktatur errichtet, die durch Merkmale der Hippie-Bewegung geprägt ist. Allerdings gestand Biafra in Interviews aus den Jahren 2002 und 2013 ein, dass er sich mit dieser Bewertung Browns geirrt habe.
Die Käferart Bembidion brownorum wurde 2023 nach dem ehemaligen Gouverneur und seiner Frau benannt, nachdem Exemplare auf der Ranch der Browns gefunden worden waren.